# Alois Schwabl

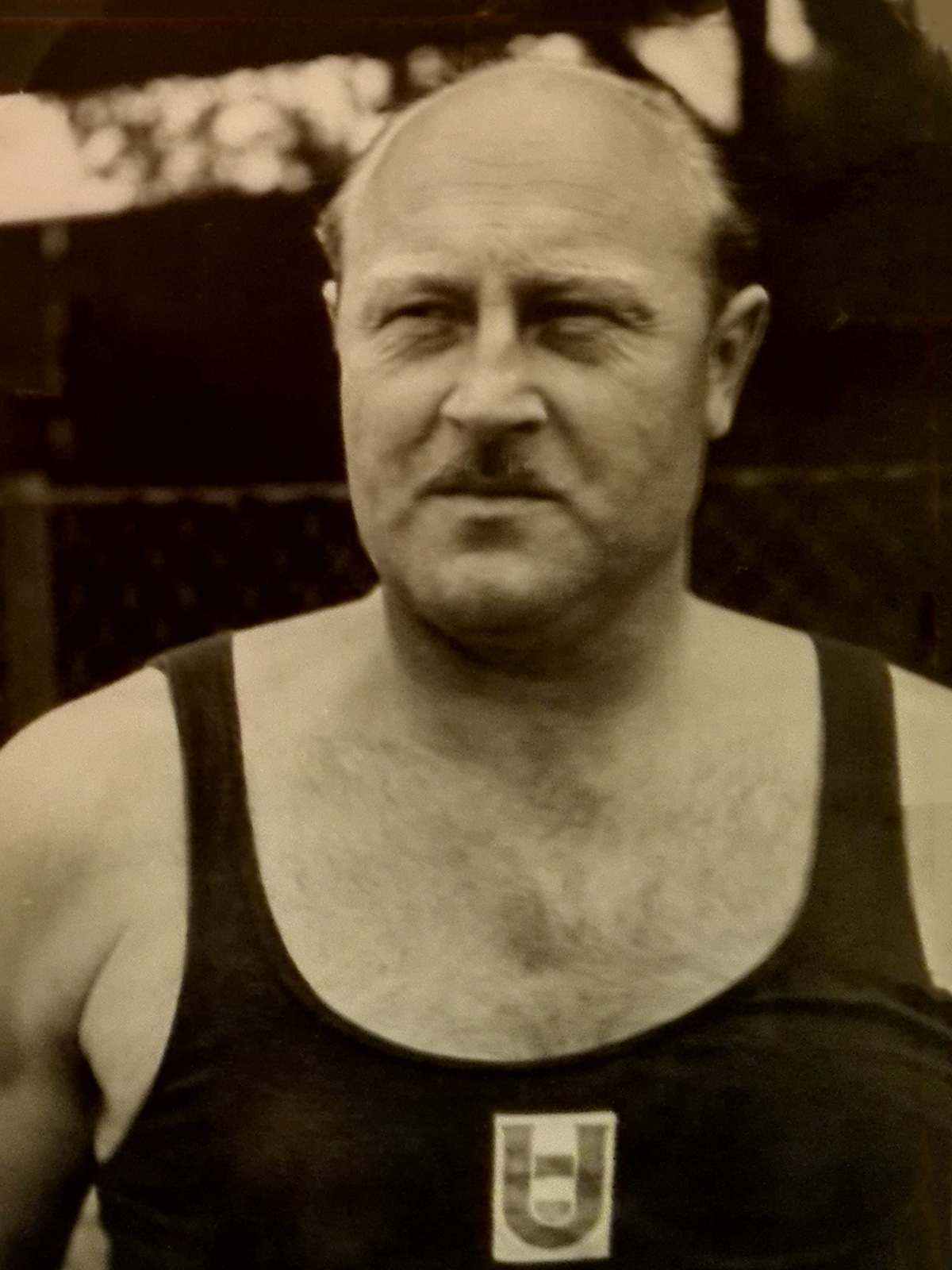
Alois Schwabl (1955)

Alois Schwabl (* 4. März 1912 in Pfaffstätten, Niederösterreich; † 7. Dezember 1977 in Baden, Niederösterreich) war ein österreichischer Kugelstoßer.
Er war von 1950 bis 1956 sieben Mal in Folge österreichischer Staatsmeister im Kugelstoßen mit einer persönlichen Bestleistung von 15,17 m.
1954 nahm er an den Leichtathletik-Europameisterschaften in Bern teil und erreichte in der Qualifikation mit 14,14 m den 19. Platz.
Seinen größten Erfolge feierte er bei den Olympischen Sommerspielen 1952 in Helsinki, als er im Finale mit 14,45 m den 13. Platz belegte.